# Siegfried Schmalzriedt
Siegfried Schmalzriedt (* 4. April 1941 in Stuttgart; † 9. Dezember 2008 in Karlsruhe) war ein deutscher Musikwissenschaftler, Hochschullehrer und Prorektor der Hochschule für Musik Karlsruhe.

## Leben und Wirken
Studiert hatte Siegfried Schmalzriedt an den Universitäten Tübingen, Paris und Bologna die Fächer Musikwissenschaft, Romanische Philologie und Vergleichende Literaturwissenschaft. Die Promotion erfolgte 1969 in Tübingen bei Walter Gerstenberg über das Thema Heinrich Schütz und andere zeitgenössische Musiker in der Lehre Giovanni Gabrielis. Dort war er von 1970 bis 1976 wissenschaftlicher Hochschulassistent von Georg von Dadelsen am Musikwissenschaftlichen Seminar. Es folgte bis 1983 eine Anstellung in Freiburg als wissenschaftlicher Mitarbeiter und Schriftleiter des von Hans Heinrich Eggebrecht herausgegebenen Handwörterbuchs der musikalischen Terminologie an der Albert-Ludwigs-Universität.
Seit 1983 war er an der Musikhochschule Karlsruhe als Professor für Musikwissenschaft tätig und leitete das Institut für Musikwissenschaft der Universität Karlsruhe. Von 1986 bis 1990 und wieder von 1992 bis 1996 amtierte er als Prorektor der Hochschule für Musik in Karlsruhe.
Seit 1999 betätigte er sich als Herausgeber der Karlsruher Beiträge zur Musikwissenschaft (ISSN: 1434-4270), die jährlich erschienen.
Ab 1997 war er Kuratoriumsvorsitzender des Max-Reger-Instituts Karlsruhe und von 1999 bis 2007 Vorsitzender der Händel-Gesellschaft Karlsruhe. Auch in der Händel-Akademie war er tätig. Er war Mitgründer des Fördervereins Karlsruher Stadtgeschichte und bis zu seinem Tode dessen Vorsitzender.
2006 wurde er in den Ruhestand verabschiedet.

## Schriften (Auswahl)
- als Herausgeber mit Walther Dürr und Thomas Seyboldt: Schuberts Lieder nach Gedichten aus seinem literarischen Freundeskreis. Auf der Suche nach dem Ton der Dichtung in der Musik (= Karlsruher Beiträge zur Musikwissenschaft. Bd. 1). Lang, Frankfurt am Main u. a. 1999, ISBN 3-631-33984-4.
- als Herausgeber: Ausdrucksformen der Musik des Barock. Passionsoratorium – Serenata – Rezitativ (= Veröffentlichungen der Internationalen Händel-Akademie Karlsruhe. Bd. 7 = Bericht über die Symposien der Internationalen Händel-Akademie. 6, 1998/2000). Laaber-Verlag, Laaber 2002, ISBN 3-89007-529-0.
- als Herausgeber mit Jürgen Schaarwächter: Festschrift für Susanne Popp (= Schriftenreihe des Max-Reger-Instituts Karlsruhe. Bd. 17 = Reger-Studien. 7). Carus, Stuttgart 2004, ISBN 3-89948-064-3.
- als Herausgeber: Aspekte der Musik des Barock. Aufführungspraxis und Stil (= Veröffentlichungen der Internationalen Händel-Akademie Karlsruhe. Bd. 8 = Bericht über die Symposien der Internationalen Händel-Akademie. 7, 2001/2004). Laaber-Verlag, Laaber 2006, ISBN 3-89007-649-1.
- Ravels Klaviermusik. Ein musikalischer Werkführer (= Beck'sche Reihe. 2210, C.-H.-Beck-Wissen). C. H. Beck, München 2006, ISBN 3-406-44810-0.

## Ehrung
- Susanne Mautz, Jörg Breitweg (Hrsg.): Festschrift für Siegfried Schmalzriedt zum 60. Geburtstag. Lang, Frankfurt am Main u. a. 2001, ISBN 3-631-37815-7.